# ウォーリック・ビジネス・スクール

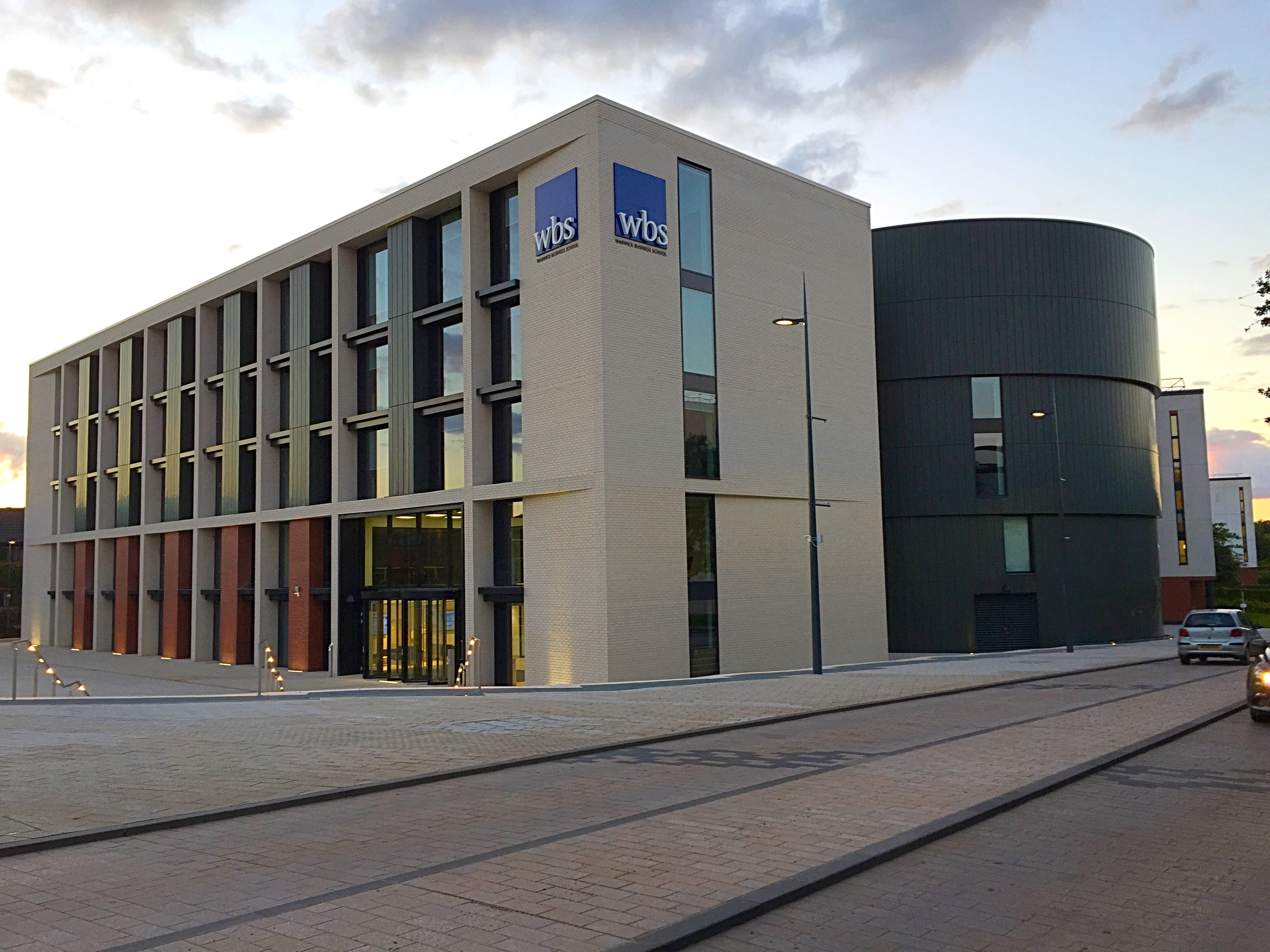
Warwick Business School Extension

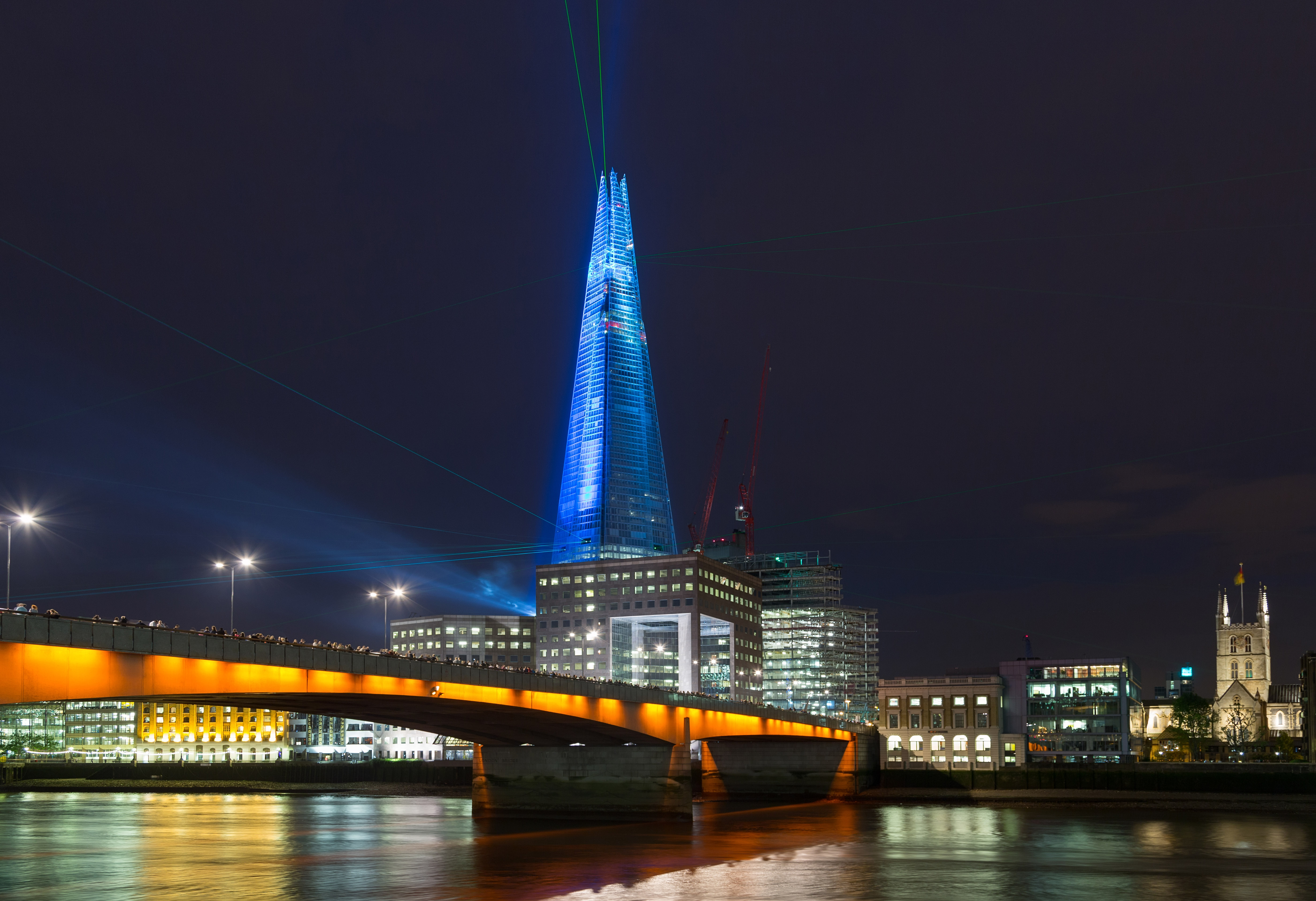
The Shard Opening Light Show, London - July 2012

ウォーリック・ビジネス・スクール(英：Warwick Business School)はイギリスにあるウォーリック大学のビジネススクールである。

## 概要
ウォーリック・ビジネス・スクール（英：Warwick Business School）は1967年に設立されたウォーリック大学のビジネススクールである。通称WBSとして知られ、世界でトップレベルのビジネススクールの一つ。WBSは、イギリスのコヴェントリーとウォーリックシャーの境界線にあるウォーリック大学内の3つの建物内及びロンドンのザ・シャード内にある。

## MBAプログラム
MBA : Master of Business Administration
日本語学位名　経営学修士
世界トップクラスのMBAプログラム（通称Warwick MBA）。以下のコースが存在する。
• フルタイムMBA：12ヶ月のフルタイム・プログラム。授業以外に、企業へのコンサルティング・プロジェクト、リーダーシップ演習等にも力を入れており、理論と実践を通してビジネスを総合的に学ぶ。また、選択科目を英国外の提携校（マンハイムビジネススクール、IPADE等）で受講することも可能。

• 通信教育MBA：36ヶ月のオンライン・プログラム。オンラインの授業・グループワークに加え、オンキャンパスで5日間の授業を受講することで、フルタイムMBAと同じ学位を取得することができる。

• エグゼクティブMBA：36ヶ月の管理職向けパートタイム・プログラム。

• エグゼクティブMBA（ザ・シャード・キャンパス）：24ヶ月の管理職向けパートタイム・プログラム。

• グローバル・エナジーMBA：36ヶ月のエネルギー業界経験者向けパートタイム・プログラム。

## MScプログラム
MSc : Master of Science
WBSのMSc（社会科学系修士）プログラムも高く評価されており、以下のコースが提供されている。
• MSc Accounting & Finance

• MSc Behavioural Finance

• MSc Business (Consulting)

• MSc Business (Finance & Accounting)

• MSc Business (Leadership)

• MSc Business (Marketing)

• MSc Business (Organization Science)

• MSc Business Analytics

• MSc Finance

• MSc Finance Part-time, London（ザ・シャード・キャンパス）

• MSc Finance & Economics

• MSc Financial Mathematics

• MSc Human Resource Management & Employment Relations

• MSc Human Resource Management & Employment Relations - Part-time, London（ザ・シャード・キャンパス）

• MSc Information Systems Management & Innovation

• MSc International Business

• MSc Management

• MSc Marketing & Strategy

## 提携校
WBSは1998年からPartnership in International Management（PIM）のメンバー校であり、世界各国のビジネススクールと積極的に交換留学を実施している。PIMはHEC経営大学院、ニューヨーク大学、ロンドン・ビジネス・スクールの３校が協力して1973年に発足したビジネススクールの国際組織であり、現在では50校以上が加盟している。

## 認定と評価
イギリスで初めて欧州品質改善システム（EQUIS）、MBA協会（AMBA）、Association to Advance Collegiate Schools of Business（AACSB）の主要国際評価機関より「Triple Accreditaion」の称号を得たビジネススクール。また、イギリスの教育機関で最初にAACSBに認定された。また、WBSは、イギリスで3つのビジネススクールしか与えられていない（他はロンドン・ビジネス・スクールとランカスターマネジメントスクール）最高5つ星の研究業績評価をHigher Education Funding Council for Englandより与えられた。
• 通信教育MBAランキング

フィナンシャル・タイムズ（2021年）：世界1位
• エグゼクティブMBAランキング

フィナンシャル・タイムズ（2020年）：世界22位
• Business School Teaching Power Rankings

フィナンシャル・タイムズ（2021年）：世界2位

## 著名な教員
- Mark P. Taylor（ファイナンス）： 元国際通貨基金及びイングランド銀行エコノミスト。

- Andrew Sentance教授（経済学）:　現プライスウォーターハウスクーパースのシニア・エコノミック・アドバイザー。元イングランド銀行金融政策委員会メンバー。

- Steve Alpern教授（オペレーション・リサーチ）

- Söhnke M. Bartram教授（ファイナンス）

- Tobias Preis教授（行動科学）